# Aradi Gerő
Aradi Gerő, névváltozatok: Czúcz, Czútz, Tzútz (Csépa, 1836. március 4. – Marillavölgy, 1892. augusztus 25.) színész, színigazgató.

## Pályafutása
Aradi Gerő Czútz Gergely néven született 1836–ban a Jász-Nagykun-Szolnok vármegyei Csépán Czútz András és Szira Eszter törvénytelen gyermekeként. Tanulmányait a szolnoki gimnáziumban végezte, majd gazdálkodni kezdett.
Színészi pályáját 1858. november 6-án Láng Boldizsár debreceni társulatában kezdte. Mintegy nyolc évig működött mint szinész az ország jelentékenyebb városaiban mindegyre növekvő népszerüség mellett. 1864-ben lett igazgató Dunaföldváron, majd haláláig kisebb-nagyobb társulatok vezetője volt. A vidék egyik legrangosabb színigazgatója volt; nagyrészt Szegeden, Szabadkán, Pécsen és Aradon működött. 1870-ben kibérelte a Várszínházat, a Budai Színkört a német társulatok kivonulása után, de ez a vállalkozása fiaskóval végződött.
1871. július 5-től szeptember 27-ig szerepelt társulata Szolnokon, ahol 60 bemutatót tartottak, többek között Szigeti József, Szigligeti Ede és Kisfaludy Károly népszínműveit adták elő. Ezután még 1883-ban és 1886-ban fordultak meg ugyanott. 1871-től 1888-ig legtöbbnyire Szegeden, Szabadkán és a környező városokban működött nem ritkán két társulattal egyszerre.
Miután Mosonyi Antal aradi szinigazgatótól visszaélései megtorlásául az országos színészeti tanács elvette a színigazgatói koncessziót, Aradra Aradit hívták meg 1889-ben. Aradi működése Aradon valósággal tetőpontja volt munkásságának. Három évi szerződése idején megnyerte a nagyközönség és az aradi sajtó osztatlan tetszését.
Színészként elsősorban társalgási szerepekben lépett fel, de játszott szerelmes, komikus, olykor tragikus hősöket is. Igazgatóként mindig jó, szervezett társulatokat irányított, és nagy gondot fordított az ifjabb színésznemzedék képzésére is. Aradi műsorát a nemzeties irány éppúgy jellemezte a színművek megválasztásában, mint az előadás módjában.
1892. augusztus 25-én Marillavölgyön érte a halál. Az oravicabányai sírkertben temették el ideiglenesen, majd 1893. február 27-én koporsóját Szegedre szállították és aznap délután a római katolikus temetőben helyezték örök nyugalomra.

## Családja
Dédapja Móricz József generális volt, aki 1664-ben I. Lipót császártól megkapta szolgálata elismeréseként a csépai nagyhatárt. Az ő lányát vette el Tzutz László, Aradi Gerő nagyapja, aki később Czucznak írta a nevét. Aradi Gerő első felesége Bainville Emília Julianna (Szeged, 1856. február 13. – Nagykanizsa, 1883. szeptember 17.) színésznő volt, a szegedi városi főmérnök lánya, akivel 1879. május 5-én kötöttek házasságot Zomborban. Az unitárius vallású színigazgató és a római katolikus vallású színésznő frigyét az újszivaci református németajkú egyház segédlelkésze magyar nyelven áldotta meg. Öt évig éltek házasságban. Miután megözvegyült, Tarján Liszka (Tarján Erzsébet, ?–Erzsébetfalva, 1915. június 9.) színésznőt vette feleségül. Aradi Gerő fia Aradi Géza (szül. Csépa, 1869. január 6., anyja Kanyó Krisztina) színész és bankhivatalnak volt, apja halála után átvette tőle az igazgatást. 1900. április 10-én Pécsett feleségül vette Nagy (Kressza) Vilma színésznőt (Bp. 1864. április 23. – Budapest, 1926. március 31.).

## Főbb szerepei
- Lajos bácsi (Szigligeti Ede: Strike)
- Ákos (Szigeti J.: Becsületszó).

## Működési adatai
- 1860–1861: Győr
- 1862–1863: Nagyvárad, Arad, Szeged, Kassa
- 1863: Pécs
- 1864: Szombathely

### Színgazgatóként
- 1867: Miskolc
- 1868–1870: Szeged
- 1872: Pécs
- 1873: Szabadka
- 1874: Arad
- 1875: Kecskemét
- 1876–1883: Szeged, Szabadka
- 1883–1885: Pécs
- 1885: Debrecen
- 1886–1889: Szeged
- 1889–1892: Arad